# Treviglio
Treviglio [tre-vì-l'l'o]  (Treì en dialecte) est une ville italienne de 28 377  habitants de la province de Bergame en Lombardie. La ville se trouve dans la moyenne plaine du Pô, à 20 kilomètres au sud du chef-lieu.
Fondée au haut Moyen Âge à fins défensives, elle est actuellement la deuxième commune de la province par nombre d'habitants. Excluant les chefs-lieux de province, elle est aussi le deuxième commune de la Lombardie Centre ouest par nombre d'habitants, après Crema.
Chef-lieu de la Gera d'Adda, sa position stratégique est soulignée par le carrefour routier et ferroviaire qui la relie avec Bergame, Brescia, Crémone, Lodi et Milan.
Treviglio est connue dans le monde du cyclisme car elle est le siège de la marque de vélos Bianchi, constructeur des vélos de Fausto Coppi, Felice Gimondi et Marco Pantani.
Elle est également connue comme « la ville des tracteurs » par la présence de la Same Deutz-Fahr Group, un des principaux producteurs mondiaux de tracteurs et de machines agricoles. Parmi les autres surnoms de la cité, on trouve « Lugano della Bassa » pour la forte concentration d'activités bancaires.

« Duas pecias de terra campive... quibus sunt posites una in vico Valleriano et alia in vico Trivilio qui dicitur Grasso… »

— Première citation du toponyme Treviglio.

## Géographie

### Géologie
Le sol de Treviglio est d’origine alluviale, il présente des couches principalement de gravier, de sable et, plus en profondeur, de grès. Après cette première couche d'origine alluviale, il accueille ensuite des couches d'origine quaternaire marine, Pliocène, Langhien, Aquitanien et enfin Holocène.
La partie occidentale du territoire est située sur une terrasse morphologique appelée côte trevigliese, divisant ainsi la municipalité en deux zones morphologiquement différentes : la partie orientale datant du Pléistocène où se situe le centre habité, une grande partie de Geromina et la totalité de Battaglie et de Castel Cerreto, et la partie occidentale, comprenant le hameau de Pezzoli et l'étang de Treviza, qui remonte à l’Holocène.

### Hydrologie
Treviglio, malgré le fait qu’elle se trouve à quelques kilomètres de l'Adda, n’est traversée par aucune rivière. Cependant, dans les temps reculés, le cours de l'Adda était différent et il est probable que son point le plus large formait un lac, appelé le lac Gerundo. La partie la plus occidentale de la municipalité se trouvait alors très certainement immergée.

### Communes limitrophes
La ville de Treviglio a 9 communes limitrophes : Arcene, Brignano Gera d'Adda, Calvenzano, Caravaggio, Casirate d'Adda, Cassano d'Adda, Castel Rozzone, Fara Gera d'Adda et Pontirolo Nuovo.
Cassano d'Adda est l'unique commune de la province de Milan, les autres font partie de celle de Bergame.

### Hameaux
La ville de Treviglio comporte quatre hameaux :
- Battaglie ;
- Castel Cerreto ;
- Geromina ;
- Pezzoli.

## Histoire

### Antiquité

#### Période celte
On sait peu de choses de ce qui s'est passé sur le territoire de Treviglio avant sa fondation, compte tenu de la rareté des objets trouvés. Ce qui est certain, c’est que dans la première moitié du premier millénaire avant notre ère. la région était habitée par de petites tribus vouées au pastoralisme et à l'agriculture primitive. Ces populations mystérieuses sont connues sous le nom de Ligures. Au VIe siècle av. J.-C. les Étrusques occupèrent la région sans effusion de sang, leur but étant d'exploiter les ressources agricoles et minières. Au Ve siècle av. J.-C. cependant, ils perdirent le territoire lombard au profit des Celtes qui se poussèrent par vagues jusqu'à l'Adriatique. Les Celtes, qui s'appelleront plus tard les Gaulois, étaient des experts en agriculture et sont devenus un peuple particulièrement développé avant la conquête romaine. Ils ont effectué des travaux de remise en état et d’irrigation des cultures et ont inventé les pièces de bronze et d’argent trouvées à Treviglio et dans la municipalité voisine de Verdello. Des drachmes en argent padaniens du IVe siècle av. J.-C. imitant la monnaie de Marseille antique ont par ailleurs été trouvés Cornovaglia.

#### Période romaine

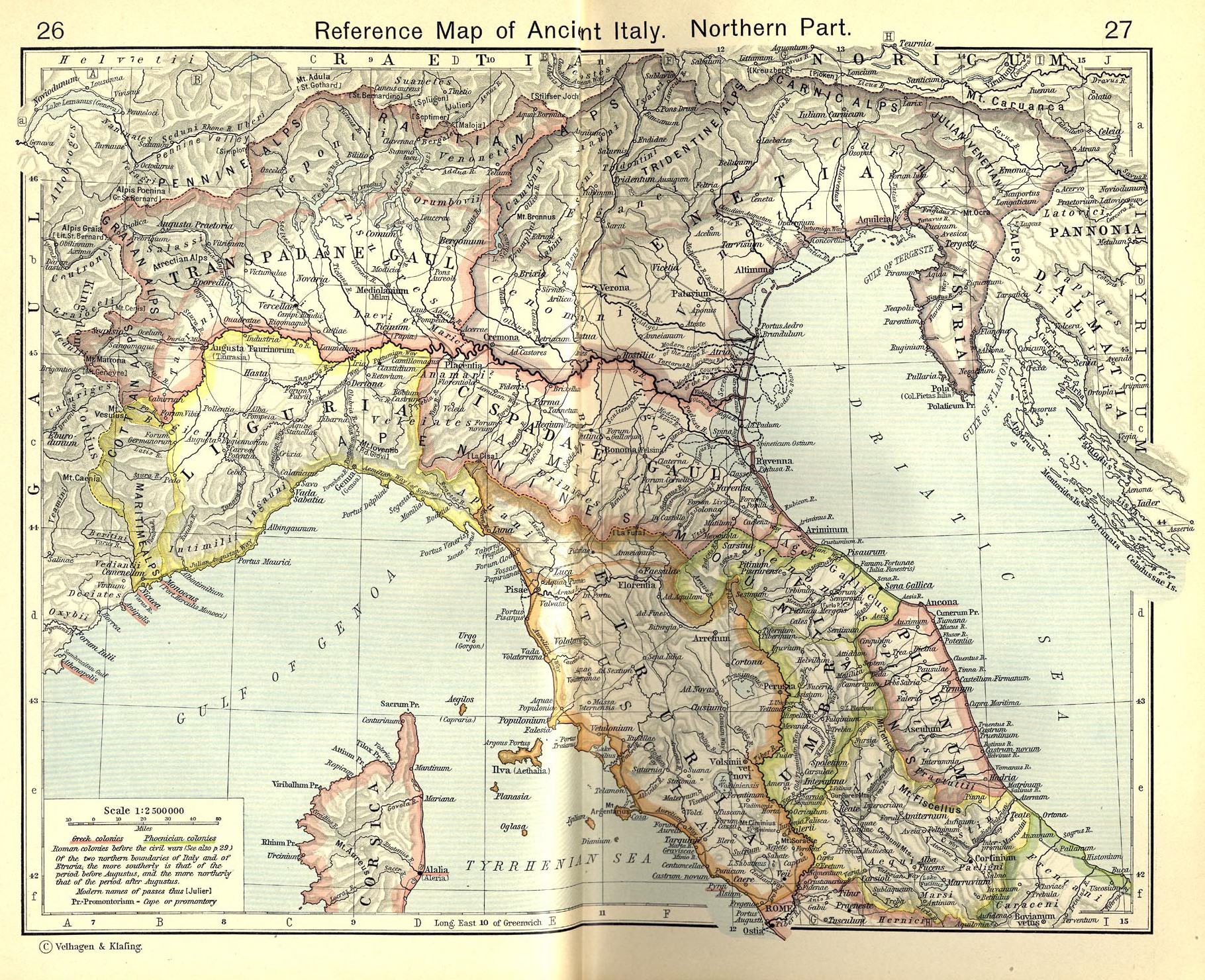
Carte de l'Italie du Nord sous Auguste.

La conquête romaine se fait aux dépens de la tribu des Gaulois cénomans, qui était initialement alliée des Romains contre les autres Gaulois, qui habitait la région depuis le milieu du IIIe siècle av. J.-C. et le début du IIe siècle av. J.-C. Grâce aux lois de Pompeius Strabo, Sylla et César, les Cisalpins obtinrent de plus grands droits au sein du monde romain jusqu'à ce qu'ils acquièrent la citoyenneté romaine avec la Lex Iulia Municipalis de 49 av. J.-C. Le processus de romanisation pourrait être considéré comme achevé au Ier siècle av. J.-C.
Auguste créa en 7 av. J.-C. la Transpadana, onzième et dernière région d'Italie, qui comprenait le Piémont et la partie de la Lombardie au nord du Pô jusqu'à l'Oglio, incluant ainsi Treviglio. Avec la nouvelle division décidée par Hadrien, la rive gauche de l’Adda, incluant alors le territoire actuel de Treviglio, est rattachée à la Vénétie. Au cours de cette période, Treviglio est situé dans le district de Forum Diuguntorum, dont le siège était vraisemblablement Fornovo San Giovanni. Des colonies romaines étaient situées près des hameaux actuels de Pezzoli et de Castel Cerreto.
Le transfert de la capitale de l'empire romain à Milan (Mediolanum) de 286 à 406 apr. J.-C. a été l'un des événements qui a le plus favorisé le développement de la région sous l'empire romain. Avec Constantin Ier et l'avènement du christianisme, Treviglio s'est retrouvé sous le vicariat de Milan. L'église paléochrétienne de l'Assomption (chiesa dell'Assunta) à Treviglio fut érigée aux alentours de 355.

### Moyen Âge

#### Haut Moyen Âge
Entre 568 et 569, les Lombards originaires de Pannonie sont passés par le col de Predil et arrivent dans la plaine du Pô et s'y installent pour cultiver la terre. Le 15 septembre de la même année, ils entrent à Milan et établissent leur capitale à Pavie. De la présence lombarde qui dura deux siècles, Treviglio a gardé trois tombeaux à caissons : le premier a été découvert en 1896 sur la place en face de l'église, l'autre sur la même place en 1936 et le plus récent a été découvert en 1968 dans la basilique Saint Martin.
À la mort du pape Grégoire le Grand, qui a réussi à convertir les Lombards à la foi catholique, mais sans pour autant résoudre une querelle théologique, la région de Gera d'Adda s'est retrouvée dans un vide du pouvoir ecclésiastique. C'est dans ce cadre que furent construites de nombreuses paroisses, parmi lesquelles prédominera celle de Palazzo Pignano, dirigée par un chorévêque. Le développement de toutes ces paroisses a donné une impulsion à la christianisation du territoire déjà amorcée au IVe siècle.

#### Haut Moyen Âge central
La population de Treviglio a augmenté autour de l'an 1000 avec l'arrivée des habitants d'Oriano, une ville détruite située près de Brescia. Donné par l'empereur du Saint-Empire Henri IV en fief au monastère bénédictin de San Simpliciano, à Milan, le 14 avril 1081, le centre reprit son indépendance en se rachetant ses privilèges en 1225 puis en rejoignant la Communitas Mediolanensis en 1279. En octobre de la même année, le village acquit le titre de borgo de la part de Guillaume VIII, marquis de Monferrato. Cette situation est confirmée en 1311 par l'empereur Henri VII qui place Treviglio sous la protection du Saint-Empire romain germanique. Treviglio a donc voté pour la cause gibeline.
Un document daté du 20 octobre 1305 conservé aux Archives historiques municipales contient une ratification de la concession du Conseil général de la municipalité de Bergame à Corrado della Torre, citoyen milanais, pour la construction d'un canal de la rivière Brembo à travers les territoires de Brembate, Cisano Bergamasco et Boltiere, tandis qu’un autre, daté du 8 mars 1307, conservé au même endroit, indique que Corrado della Torre, est également le bénéficiaire d’une concession sur les conduites d’irrigation de Treviglio.

#### Moyen Âge tardif
Au XVe siècle, d'importants travaux publics ont été réalisés, tels que les canaux de Moschetta et de Vignola, dérivés de la rivière Brembo, et un hôpital pour les pauvres et les infirmes, érigé par Beltrame Butinone. Le village reste sous la domination du duché de Milan, à l'exception de brèves périodes d'occupation vénitienne de 1431 à 1433, de 1448 à 1453 et de 1499 à 1509. Cela est dû aux affrontements incessants entre la république de Venise et le duché de Milan qui se disputait la Gera d'Adda (la région qui s'étend aux alentours immédiats de Treviglio), qui ne s'achèvera qu'au siècle suivant, avec la bataille d'Agnadello, qui ratifiera l'appartenance de la ville, en tant que territoire autonome, au duché de Milan. Au cours de la courte période de domination vénitienne qui va de 1448 à 1451, les Vénitiens ont profondément modifié le système de fortifications de du village en renforçant celui-ci. Les trois fossés défensifs sont par exemple remplacés par un seul fossé et des murs.

### Époque moderne

#### XVIesiècle
Le XVIe siècle s’est ouvert à Treviglio sous l’occupation vénitienne, dans le cadre des luttes entre la république de Venise, le duché de Milan et la France. L'occupation vénitienne s'achève de manière meurtrière le 8 mai 1509 avec le sac de Treviglio qui comptait alors plus de treize mille habitants. Les Vénitiens ont également mis le feu au centre-ville à partir du clocher. Des femmes, y compris des religieuses, ont été violées en représailles du pillage par les troupes pontificales de Brisighella, ville d'origine des mercenaires à la solde de Venise. Ces évènements ont fortement ébranlé Louis XII qui, de l’autre côté de l’Adda, près de Cassano, a vu la cité en flammes. Le 14 mai, il traverse le fleuve et engage le combat contre les Vénitiens qu'il défait à de la bataille d’Agnadel, mettant ainsi fin à l'expansion vénitienne sur le continent.

#### XVIIesiècle
Au cours du XVIIe siècle, les conditions de vie dans Treviglio continuèrent à se dégrader, en raison de la longue domination espagnole et des fléaux et catastrophes naturelles qui frappèrent à plusieurs reprises la Gera d'Adda, parmi lesquels la peste décrite par Alessandro Manzoni dans Les Fiancés. Cette épidémie a éclaté dans la ville comme une violente 1629, causant la mort de 4 000 habitants. un deuxième obélisque est élevé en mémoire de cet événement néfaste, surmonté d'un crâne (une référence à la mort noire) et placé devant l'institut salésien. En 1647, le gouvernement espagnol décida de vendre la municipalité de Treviglio au plus offrant aux citoyens de Trévise pour la somme de 10 000 lires impériales. En 1658, la ville fut pillée par les Français dirigés par François Ier d'Este, qui fit la guerre en Lombardie.

#### XVIIIesiècle
Ce n’est qu’à partir des années 1700 que Treviglio, sous la domination autrichienne, a peu à peu recommencé à se développer, malgré une épidémie de variole particulièrement virulente. Le 16 août 1705, la ville resta indemne après que les Français eurent campé à Treviglio pour ensuite affronter les Autrichiens à Cassano d'Adda. En 1744, le cardinal Giuseppe Pozzobonelli effectua une visite officielle et, en mémoire de cet événement, un troisième obélisque fut construit sur la Piazza del Popolo. En 1758, la ville obtint le titre de ville. En 1786, Treviglio et l'ensemble de la Gera d'Adda ont été regroupés dans la nouvelle province de Lodi de la Lombardie autrichienne, puis en 1791 sous celle de Milan. En mai 1798, il devint la capitale du XIVe district du département éphémère de l'Adda, ayant pour chefs-lieux Crema et Lodi. En septembre suivant, Treviglio se trouvait dans le XVIIe arrondissement du département de Serio, avec pour capitale Bergame. Depuis lors et jusqu'à aujourd'hui, Treviglio est inclus dans province de Bergame. En 1799, l'arrière-garde française composée de 18 000 hommes, puis l'armée austro-russe du général Michael von Melas campèrent dans la ville.

### Époque contemporaine

#### XIXesiècle
En 1815, à la Restauration, Treviglio fut privée du titre de cité pour son opposition ferme à la domination autrichienne tandis que le 12 février 1816, elle est nommée capitale du dixième district de la province de Bergame. Vers 1838, une épidémie de choléra frappe la ville. Avec la nouvelle réorganisation territoriale des provinces de Lombardie ordonnée par la notification du 1er juillet 1844, Treviglio est confirmé comme capitale du dixième district. Le 15 février 1846, une première ligne de chemin de fer reliant Milan à Treviglio est mise en service. En 1848, la ville prit part au Printemps des peuples et se souleva contre les Autrichiens. La ville est avec le reste de la Lombardie (à l'exception de la province de Mantoue), annexée au royaume de Savoie en 1859, où elle devint la capitale d'un district de la province de Bergame selon le découpage territorial prévu par la loi du 23 octobre 1859. Le 8 janvier 1860, Treviglio reprit, grâce à un décret signé par le roi de Sardaigne Victor-Emmanuel II sur proposition du chef du gouvernement Urbano Rattazzi, le titre de cité.

#### XXesiècle
En soutien à l'intervention de l'Italie dans la Première Guerre mondiale, le révolutionnaire irrédentiste Cesare Battisti prononce un discours historique le 27 décembre 1914 au siège de la Société de secours mutuel. Une plaque a depuis été installée à la Cassa Rurale sur laquelle figure la mention suivante : Ici, Cesare Battisti, à la grisaille du doute, a réveillé la parole passionnée avec foi dans une patrie complètement rachetée, dans une humanité plus sûre et plus juste (Qui Cesare Battisti nella grigia ora del dubbio svegliò coll'appassionata parola la fede in una patria completamente redenta in una umanità più sicura e più giusta). Pendant le conflit, Treviglio reçoit de nombreux blessés du front, qui sont soignés à l'hôpital de la ville, situé dans la bibliothèque actuelle, parmi lesquels Benito Mussolini, qui se marie au Collège des Anges (Collegio degli Angeli) avec Rachele Guidi le 16 décembre 1915, après avoir vécu plusieurs années en concubinage avec elle.
Après l'avènement du fascisme, le maire élu localement est remplacé par le podestat, élu directement par le gouvernement italien. La Maison du Faisceau (Casa del Fascio) était située dans l'actuel siège de la police. Ce bâtiment était ornée de frises qui sont exposées aujourd'hui dans le jardin du lycée Simone Weil. La Seconde Guerre mondiale affecte sérieusement la municipalité qui est bombardée à plusieurs reprises par les Alliés à cause de ses deux gares et, plus généralement, en raison de sa position au sein du triangle ferroviaire nord-italien (Bergame, Milan et Venise).

## Lieux et monuments

### Patrimoine religieux
- Basilique Saint-Martin (Basilica di San Martino)
- Église Saint-Charles-aux-morts (Chiesa di San Carlo ai morti)
- Église Saint-Maurice (Chiesa di San Maurizio)
- Église Saint-Roch (Chiesa di San Rocco)
- Église Saint-Zénon (Chiesa di San Zeno)
- Sanctuaire de la Vierge des Larmes (Santuario della Madonna delle Lacrime)
- Cimetière (Cimitero)

### Patrimoine militaire
- Rempart
- District militaire
- Centuriation romaine
- Fossé

### Patrimoine civil
- Bar Milano
- Casa della Piazza
- Case e Palazzi storici di via Galliari
- Casa Bacchetta
- Casa Semenza
- Palazzo Galliari
- Palazzo Silva
- Case giardino
- Case operaie
- Palazzo municipale

### Sites archéologiques
- Campo della chiesa di San Maurizio
- Siti nel centro storico
- Siti nelle campagne circostanti presso frazioni e cascine

## Démographie

### Évolution démographique
Habitants recensés
Aujourd'hui Treviglio est la deuxième commune la plus peuplée de la province de Bergame et la 36e de toute la Lombardie. Le graphique montre que la population a  augmenté presque continuellement jusque l'année  1981 pour ensuite enregistrer une période de crise au debout des années 1990, au cours de laquelle la population a  diminué. Depuis 2001, la population recommence à augmenter grâce aux flux migratoires en provenance de diverses parties du monde.

## Administration et politique

### Maries de Treviglio
| Période                                  | Période          | Identité               | Étiquette    | Qualité |
| ---------------------------------------- | ---------------- | ---------------------- | ------------ | --- |
| 1945                                     | 1946             | Pier Luigi Della Torre | PLI          | Chirurgien |
| 1946                                     | 1946             | Umberto Primo          | DC           | |
| 1946                                     | 1960             | Attilio Mozzi          | DC           | |
| 1960                                     | 1975             | Ermanno Riganti        | DC           | Géomètre, chef d'entreprise                                                                                    |
| 1975                                     | 1980             | Ferruccio Gusmini      | DC           | Conseiller régional de la Lombardie (1980-1985) Vice-président du Conseil régional de la Lombardie (1990-1992) |
| 1980                                     | 1981             | Carlo Merisi           | DC           | |
| 1981                                     | 30 novembre 1987 | Graziano Bellagente    | DC           | |
| 1er décembre 1987                        | 13 mai 2001      | Luigi Minuti           | PSI puis PDS | |
| 13 mai 2001                              | 12 juin 2006     | Giorgio Zordan         | Indépendant  | |
| 13 juin 2006                             | 13 juin 2011     | Ariella Borghi         | DS puis PD   | |
| 13 juin 2011                             | 25 novembre 2015 | Giuseppe Pezzoni       | PdL          | |
| 20 juin 2016                             | En cours         | Juri Imeri             | LN           | |
| Les données manquantes sont à compléter. |                  |                        |              | |

### Jumelages
| \| Lauingen Romsey \| Localisation. |
| Lauingen Romsey                     |

Treviglio a développé des associations de jumelage avec :
- Lauingen (Donau) (Allemagne) ;
- Romsey (Angleterre).

## Personnalités

### Personnalités nées à Treviglio
- Bernardino Butinone (~1450-1507), peintre
- Bernardo Zenale (~1460-1526), peintre et architecte
- Giovanni Stefano Danedi (1612-1689), peintre
- Gioseffo Danedi (1618-1689), peintre
- Ermanno Olmi (1931-2018), réalisateur de cinéma
- Giuseppe Merisi (1938), évêque de Lodi
- Giacinto Facchetti (1942-2006), footballeur
- Domenico Casati (1943), footballeur
- Battista Mombrini (1944), peintre et sculpteur contemporain
- Valeria Fedeli (1949), syndicaliste et femme politique
- Fucsia Nissoli (1963), homme politique
- Alberto Rossini (1969), joueur et entraîneur de basket-ball
- Emanuele Merisi (1972), nageur
- Marta Milani (1987), athlète
- Piero Baffi (1990), cycliste
- Enrico Barbin (1990), cycliste
- Vanessa Neigert (1992), chanteuse

### Autres personnalités liées à Treviglio
- Barnabé, martyr
- Cesare Battisti, patriote irrédentistes italiens
- Charles Borromée, archevêque et cardinal
- Federico Borromeo, cardinal et archevêque de Milan
- Giuseppe Garibaldi, condottiere, général et patriote
- Tommaso Grossi, poète et écrivain
- Luciano Manara, patriote
- Benito Mussolini, dictateur
- Napoléon III, empereur